# 塩尻市辰野町小学校組合立両小野小学校
もしかして
- 辰野町塩尻市小学校組合立両小野小学校

ではありませんか？